# Amblyeleotris arcupinna
Amblyeleotris arcupinna är en fiskart som beskrevs av Mohlmann och Munday, 1999. Amblyeleotris arcupinna ingår i släktet Amblyeleotris och familjen smörbultsfiskar. Inga underarter finns listade i Catalogue of Life.